# Leopold Abaffy
Leopold Branislav Abaffy, ps. Branko Rovinov, L. B. Rovinov (ur. 18 lutego 1827 w m. Slovenský Aradec – zm. 27 lutego 1883 tamże) — słowacki pisarz, poeta i dramaturg, a także ksiądz.

## Życiorys
Proboszcz w Aradcu. W latach 1848–1849 przeciwnik Lajosa Kossutha. Później za krytykę polityki węgierskiej na Słowacji, uznaną za "agitację panslawistyczną" w swym czasopiśmie Slovo života ostatecznie został zasuspendowany, utracił probostwo i skazany został na karę pieniężną. Pisał nowele (Trzy groby), zajmował się też literaturą religijną.